# Duomo di Lodi
La basilica cattedrale della Vergine Assunta, comunemente nota come duomo, è il principale luogo di culto cattolico della città di Lodi, in Lombardia, sede vescovile della diocesi omonima.
È una delle chiese più grandi della Lombardia e il monumento più antico di Lodi: la prima pietra dell'edificio, infatti, venne simbolicamente posta il 3 agosto 1158, giorno stesso della fondazione della città.
Nel marzo del 1970 papa Paolo VI l'ha elevata alla dignità di basilica minore.

## Storia
San Bassiano, diventando vescovo di Lodi, ebbe desiderio di erigere una chiesa fuori dalla mura cittadine. Nel IV secolo ebbe inizio la costruzione dell'edificio dedicato ai dodici apostoli. Con le invasioni barbariche la posizione della chiesa risultava essere a rischio, per questo la chiesa fu riedificata dentro le mura, in quello che era il centro della città. Di questa chiesa non vi sono molte informazioni essendo stata distrutta nel 1158 con la città perché era rimasta fedele a Federico Barbarossa nella guerra contro Milano, come raccontato dai cronisti lodigiani del tempo Ottone e Acerbo Morena.
Il nuovo edificio romanico fu eretto solo nel 1163 su quella che è la piazza più importante della città vicino al palazzo Civico e intitolata a santa Maria Assunta.
In stile romanico, è una delle chiese più vaste dell'intera Lombardia. La prima fase della sua costruzione, per la quale furono probabilmente impiegati molti materiali provenienti dagli edifici dell'antica Laus Pompeia, risale al periodo compreso tra il 1158 ed il 1163; la cripta infatti fu solennemente inaugurata con la traslazione delle reliquie di san Bassiano il 4 novembre 1163, in presenza dell'imperatore Federico Barbarossa. Una seconda fase è da collocarsi tra il 1170 ed il 1180, ma la facciata fu completata solamente nel 1284 con al costruzione del protiro gotico.. La chiesa sostituì nelle funzioni di cattedrale l'antica chiesa di Santa Maria di Lodi Vecchio.
Agli inizi del XVI secolo l'amministratore apostolico della diocesi, Claudio di Seyssel, promosse lavori di restauro ed ammodernamento. Il segno più visibile fu l'apertura delle due bifore in facciata e la costruzione del nuovo rosone. Successivamente i restauri settecenteschi – realizzati dall'architetto Francesco Croce – alterarono l'aspetto originario dell'edificio, che venne tuttavia ripristinato negli anni 1958-1965.
La chiesa è riconosciuta quale monumento nazionale italiano.

## Descrizione

### Esterno

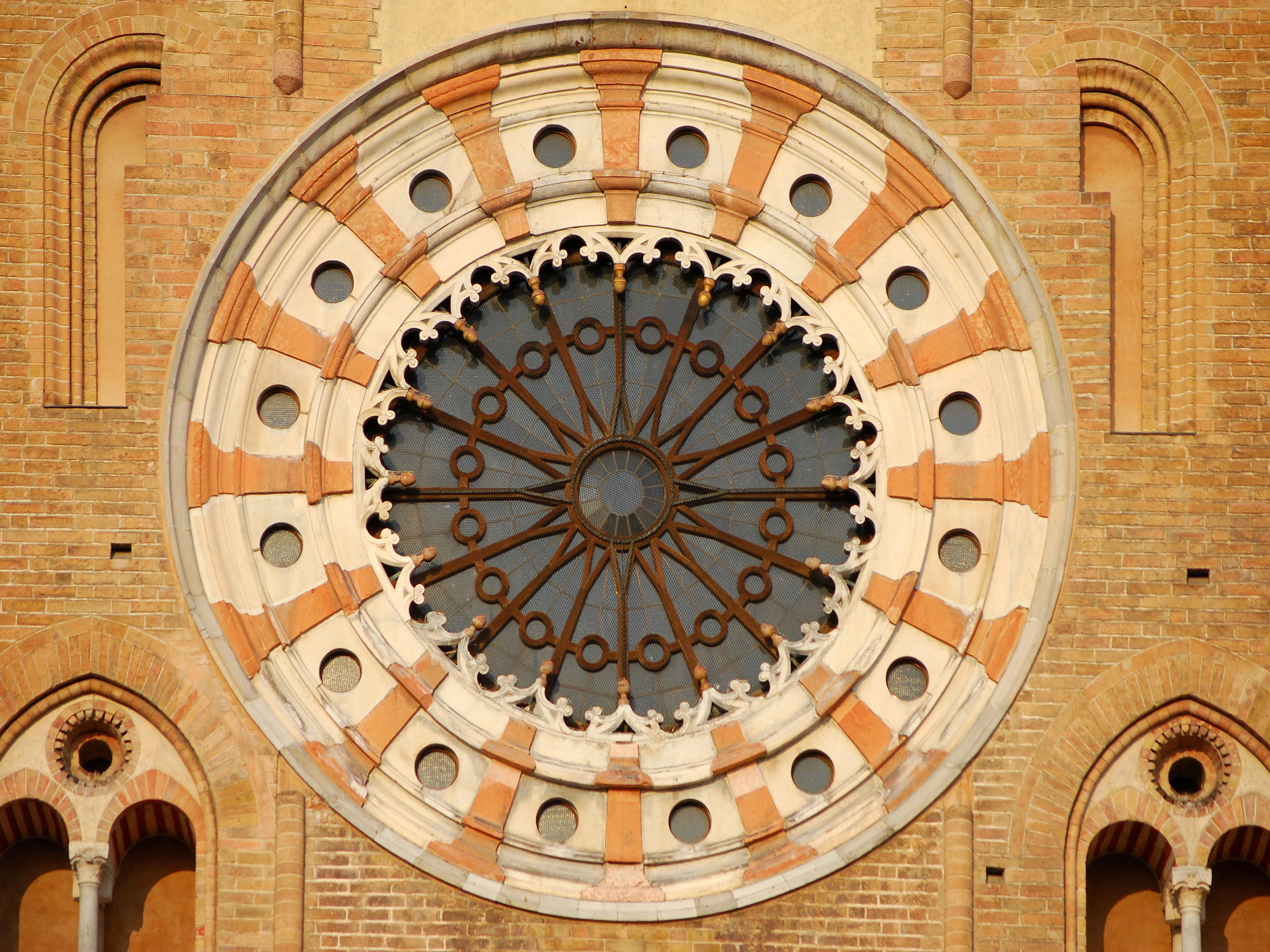
Il grande rosone marmoreo

La maestosa facciata asimmetrica in cotto, tipicamente romanica con il suo coronamento ad archetti, chiusa a sinistra da palazzo Broletto sede comunale, venne iniziata nel 1160. 
Presenta il protiro gotico risalente al 1285 che poggia su sottili colonne sorrette da leoni stilofori di pietra completo di lunetta dove vi sono raffigurati il santo lodigiano Bassiano, la Madonna, e centrale il Cristo benedicente che con la mano sinistra tiene un libro aperto poggiato sul ginocchio mentre benedice con la destra, l'aureola che circonda il suo capo riporta la scritta REX sulla croce. Le paraste ospitano le statue di Adamo e Eva e i telamoni grotteschi che sostengono l'architrave: Il protiro è opera dei maestri campionesi che hanno riutilizzato le statue dei maestri del duomo piacentino.
Sono degni di nota anche il grande rosone centrale e due bifore rinascimentali, che ricordano quelle della Certosa di Pavia e sono state probabilmente realizzate dalla scuola di Giovanni Antonio Amadeo. È presente inoltre un'edicola che ospita una statua in bronzo di san Bassiano, copia di quella originale in rame dorato, risalente al 1284 e collocata all'interno. 
Il massiccio campanile, realizzato tra il 1538 ed il 1554 su progetto del lodigiano Callisto Piazza, rimase incompiuto per motivi di sicurezza militare.
Nello spazio compreso tra l'edificio ed il Palazzo Vescovile si può visitare il "cortile dei canonici": è ciò che resta dell'antico chiostro del 1484, realizzato da Giovanni Battagio ed ornato da colonne e decorazioni in cotto. Dalla cattedrale si può inoltre accedere al ricco Museo diocesano d'arte sacra.
La facciata del Duomo di Lodi venne iniziata intorno al 1160 per essere terminata un secolo dopo. Modificata in epoca rinascimentale mediante l'apertura dell'oculo e delle finestre a bifora, conserva ancora il portale dotato di protiro che, iniziato nel 1175/80, assunse la forma definitiva in epoca gotica intorno al 1285.

### Interno

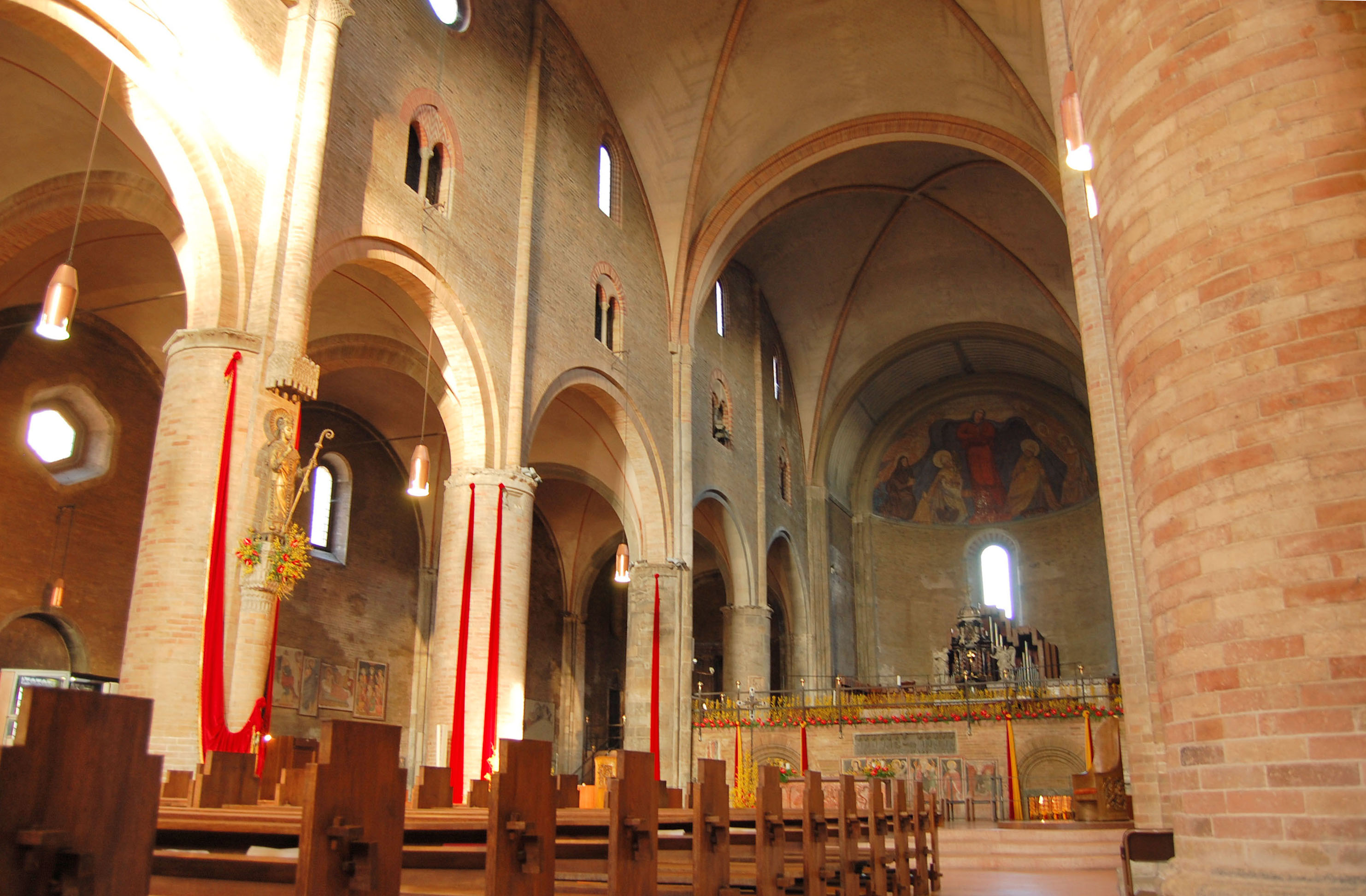
Interno

L'interno della cattedrale di Santa Maria Assunta è a pianta basilicale, con tre navate separate da archi a tutto sesto poggianti su pilastri cilindrici in cotto e coperte con volte a crociera; le navate laterali sono sormontate da matronei che si aprono sulla navata centrale con bifore. L'ultima campata di quest'ultima e l'abside sono sopraelevati e costituiscono l'antico presbiterio: qui si trova l'altare maggiore barocco in marmi policromi. Davanti al presbiterio antico si trova quello nuovo, realizzato dopo il Concilio Vaticano II, avente per altare un sarcofago in marmo rosso di Verona.
L'interno della cattedrale custodisce notevoli opere d'arte, quali un polittico di Callisto Piazza raffigurante La Strage degli Innocenti, un secondo polittico ad opera di Alberto Piazza con la Vergine Assunta e un Giudizio Universale del XV secolo. È presente anche un quadro raffigurante la Madonna della neve che appare a papa Liberio di Giulio Cesare Procaccini. Inoltre, il grande catino dell'abside è adornato da un mosaico realizzato da Aligi Sassu.
A pavimento nell'abside, alle spalle dell'altare barocco, si trova l'organo a canne costruito dai fratelli Serassi nel 1835 ed in seguito dotato di una nuova cassa lignea in stile moderno. Lo strumento è a trasmissione integralmente meccanica ed ha due tastiere (Grand'Organo, prima tastiera; Eco espressivo, seconda tastiera) di 69 note ciascuna e pedaliera di 24 note. Ha 54 registri.
Pregevoli le 11 tarsie cinquecentesche di Fra Giovanni da Verona presenti nel coro moderno che sostituisce quello barocco eliminato nei restauri compiuti tra 1958 e 1964, non erano state infatti eseguite per il Duomo ed anzi vi giunsero solo nel 1963 dalla chiesa di Santa Maria della Clemenza e San Bernardo (una parrocchia di Lodi), erano state commissionate nel 1523 dai monaci dell'abbazia di Villanova del Sillaro.

### Cripta

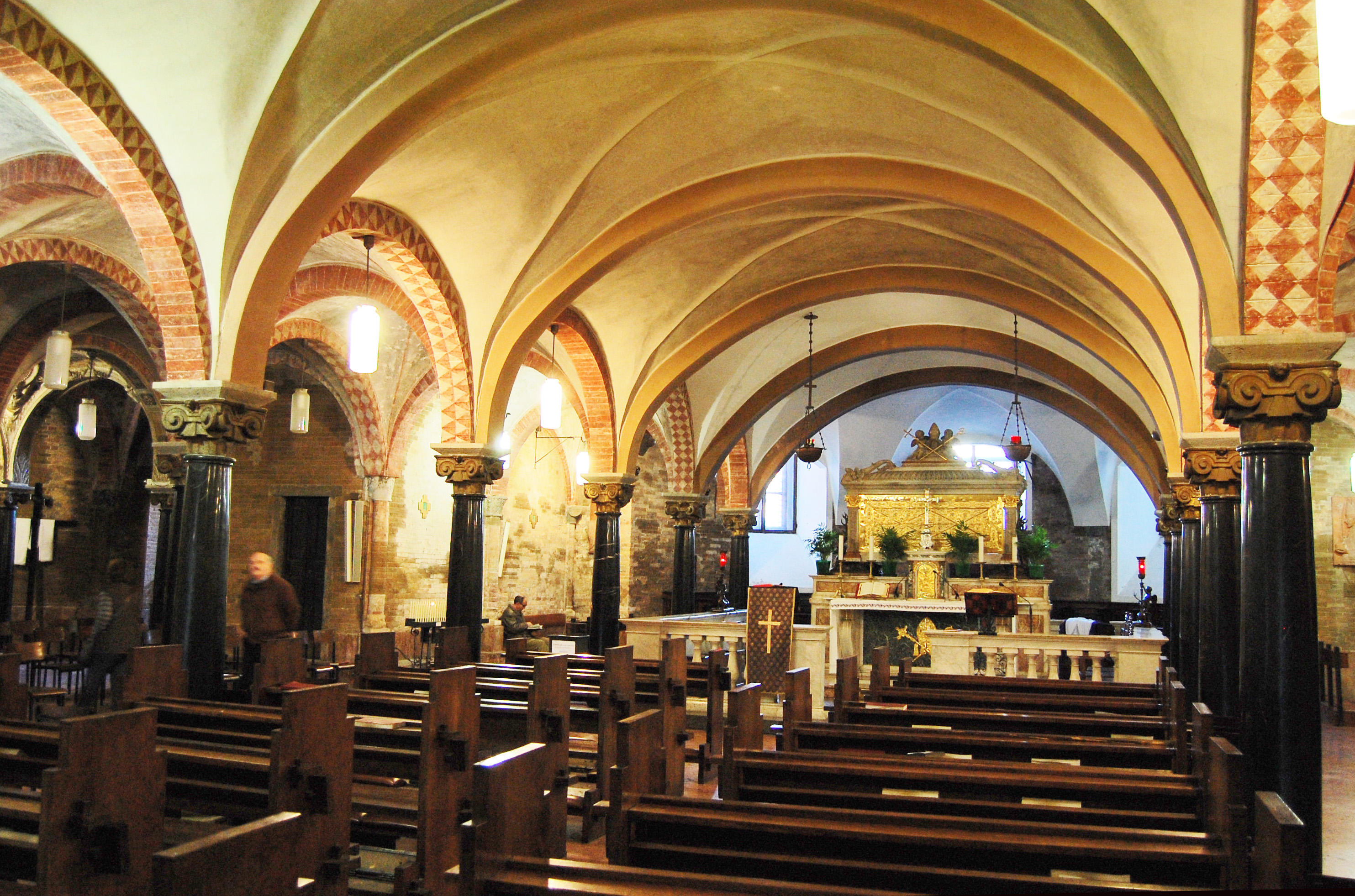
La cripta, la parte più antica della cattedrale

L'ampia cripta, al cui ingresso è conservato un bassorilievo del XII secolo che ritrae l'Ultima Cena, è la parte più antica della cattedrale. In origine il pavimento era più alto di 65 cm e le volte erano sorrette da pilastri in cotto.
Al centro si trova l'altare del 1856, che custodisce le spoglie di San Bassiano in una teca d'argento, opera di Antonio Cassani; le scalfiture sono di Giosuè Argenti, mentre la lamina in rame sbalzato con episodi della vita del Santo, è opera di Tilio Nani. Alla sinistra dell'altare maggiore vi è l'altare di Sant'Alberto Quadrelli, vescovo di Lodi dal 1168 al 1173. I corpi di entrambi i santi sono stati ricomposti e rivestiti nel 1994.
Nell'absidiola di sinistra si trova anche un gruppo scultoreo del Quattrocento raffigurante un Compianto sul Cristo Morto con personaggi in lacrime, popolarmente detti i caragnòn del Dòmm.